# Prosopocoilus occipitalis anoella
Prosopocoilus occipitalis anoella es una subespecie de coleóptero de la familia Lucanidae.

## Distribución geográfica
Habita en Célebes (Indonesia).